# Чугаев, Александр Георгиевич
Александр Георгиевич Чугаев (27/29 февраля 1924, Ейск, Кубанская область, Российская империя—22 февраля 1990, Москва, РСФСР, СССР) — советский композитор, музыковед, педагог.

## Биография
Родился 27 (по другим данным — 29) февраля 1924 в городе Ейске Кубанской области Российской империи.
Занимался музыкой с раннего детства. В 1933 году, в девятилетнем возрасте поступил в класс Елены Фабиановны Гнесиной, одновременно занимаясь в классе детского сочинения у Е. О. Месснера, а позднее — у В. Я. Шебалина.
Окончив училище в 1940 году, Чугаев поступил в Московскую консерваторию имени П. И. Чайковского в класс Виссариона Яковлевича Шебалина, однако обучение было прервано Великой Отечественной войной и возобновилось лишь в 1944 году. В то время в консерваторию был приглашён преподавать Дмитрий Дмитриевич Шостакович, у которого Чугаев мечтал учиться и перешёл в его класс. По воспоминаниям Карэна Суреновича Хачатуряна, Шебалин, загруженный обязанностями ректора Московской консерватории, сам предложил своим ученикам перейти в класс Шостаковича.
В 1948 году Шостакович уволился из консерватории, и Чугаев продолжил занятия у Юрия Александровича Шапорина. Занимался Чугаев до 1949 года, после чего отложил экзамены с правом сдать их в течение двух лет, что он и сделал в 1951 году, официально окончив консерваторию с дипломом. В 1952 году вступил в Союз композиторов СССР.
С 1947 года преподавал в Государственном музыкальном училище имени Гнесиных, с 1952-го (по другим данным — с 1948-го) — также в Музыкальном педагогическом институте имени Гнесиных. Преподавал до 1978 года.
С 1983 года (по другим данным — с 1979-го) преподавал в Московской консерватории.
Скончался 22 марта 1990 года в Москве

## Творчество
Во время обучения в классе Шостаковича написал Шесть прелюдий для фортепиано и Первый струнный квартет. В 1951 году, для получения диплома об окончании консерватории, написал Концертную увертюру, а на следующий год, для вступления в Союз композиторов, написал Второй струнный квартет.
По заказу Музыкального фонда СССР в 1955 году написал симфоническую поэму «1905 год», а в 1957 году — Драматическую балладу, посвящённые 50-летним юбилеям Революции 1905 года и Октябрьской революции. В 1958 году написал музыку к фильму «Как поймали Семагу», а в 1959-м — к фильму «Произведение искусства». В 1960 году (по другим данным — в 1965-м) совместно с Халиком Шакировичем Заимовым написал балет «Черноликие».
В 1962 году написал Скрипичный концерт, а в 1967 году — Каприччио для скрипки соло. В 1970 году написал «Фортепианный квинтет», а в 1979-м — «Фортепианное трио».

## Труды
- Чугаев, А. Г., Степанов, А. Полифония. — М., 1972[1][2].
- Чугаев, А. Г. Особенности строения клавирных фуг Баха. — М., 1975[1][2].